# Pseudomothon arabicus
Pseudomothon arabicus är en skalbaggsart som beskrevs av Riccardo Pittino 1984. Pseudomothon arabicus ingår i släktet Pseudomothon och familjen Aphodiidae. Inga underarter finns listade i Catalogue of Life.